# Alessandro Falconieri
Alessandro Falconieri (Roma, 8 de fevereiro de 1657 - Roma, 26 de janeiro de 1734) foi um cardeal italiano do século XVIII.

## Biografia
Nasceu em Roma em 8 de fevereiro de 1657. Filho do Marquês Paolo Francesco Falconieri e Vittoria del Bufalo. Sobrinho-neto do cardeal Lelio Falconieri (1643). Parente do cardeal Chiarissimo Falconieri Mellini (1838). Seu sobrenome também está listado como Falconerius.
Referendário dos Tribunais da Assinatura Apostólica de Justiça e da Graça, 11 de novembro de 1691. Relator da Sagrada Congregação do Bom Governo, 1691. Relator da Sagrada Congregação da Sagrada Consulta e vigário da basílica patriarcal liberiana, novembro de 1695. Presidente da Câmara Apostólica, 22 de novembro de 1697; mais tarde, clérigo, 11 de dezembro de 1701. Encomendado para livrar a província de Lazio de assassinos e bandidos, 1702; cumpriu sua missão muito rapidamente. Em 1706, ele recusou a nunciatura na Polônia. Auditor da Sagrada Rota Romana, outubro de 1706; em 26 de fevereiro de 1707, ele argumentou com muitos aplausos sua solene Conclusioni no Palácio da Chancelaria; tomou posse em 28 de março de 1707; seu reitor, 1723. Governador de Roma e vice-camerlengo da Santa Igreja Romana, mantendo seu cargo de auditor, de 23 de junho de 1717 até 11 de setembro de 1724.
Criado cardeal-diácono no consistório de 11 de setembro de 1724; recebeu o gorro vermelho e a diaconia de S. Maria della Scala, em 20 de novembro de 1724. Protetor do Reino da Escócia, em 27 de fevereiro de 1727. Participou do conclave de 1730, que elegeu o Papa Clemente XII.
Morreu em Roma em 26 de janeiro de 1734, perto das 18 horas. Exposto na igreja de S. Giovanni dei Fiorentini, Roma, onde o funeral ocorreu em 28 de janeiro; e enterrado nessa mesma igreja, à direita do altar-mor, sob o mausoléu do cardeal Lelio Falconieri, em uma urna de mármore negro com um epitáfio que ele havia composto.